# Clemente Zamara
Clemente Zamara (Chiari, 1475 circa – Canneto sull'Oglio, 1540 circa) è stato uno scultore e notaio italiano.

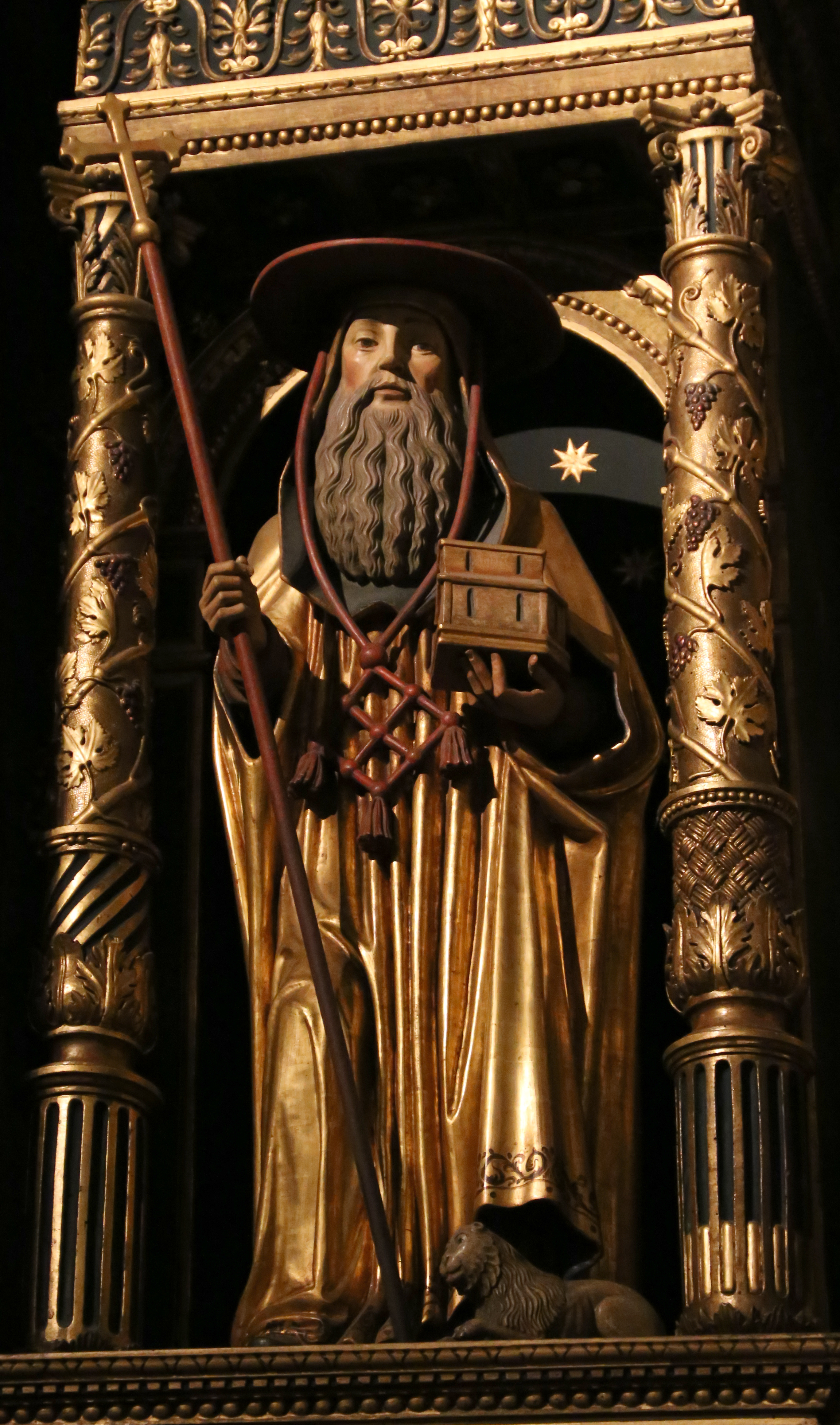
Particolare dell'altare della Madonna nel Duomo di Asola.

Uomo di vasta cultura, fu tra i principali esponenti dell'arte scultorea lignea durante il Rinascimento bergamasco e bresciano, lavorando in tutta la provincia di Brescia soprattutto in ambienti religiosi.

## Biografia
Membro di una nobile famiglia locale dedita all'amministrazione e all'attività legale (il padre era conte palatino e notaio), il giovane Clemente viene immediatamente avviato agli studi umanistici sotto la guida di Giovanni Olivieri, mentre allo stesso tempo gli vengono impartiti i primi rudimenti artistici dal prozio Antonio, già artefice di una Madonna col Bambino sita nella chiesa di Santa Maria della Stella a Bagnolo Mella.
Terminati gli studi e lasciata la bottega del prozio, Clemente ha modo di viaggiare attraverso la Lombardia e di approfondire i tratti del Rinascimento milanese, unitamente a quelli del Rinascimento veneto, presso il cantiere del Duomo di Salò. Nel 1505 realizza un crocifisso per la chiesa di San Giuseppe, per la quale aveva già costruito gli stalli del coro cinque anni prima. Nel 1501 si sposa con la figlia del medico di Bagnolo Mella. Nel 1508 l'artista viene nominato ufficialmente notaio e nello stesso anno si reca col padre, per ragioni di lavoro, a Cremona, dove ha l'occasione di ammirare un'opera in terracotta di Guido Mazzoni dalla quale avrebbe tratto importanti spunti per la realizzazione dei futuri gruppi di statue per le Deposizioni.
L'anno successivo i francesi catturano la città di Brescia a scapito dei Veneziani, ma i Zamara riescono comunque, malgrado costretti a dividersi in tutto il bresciano, a mantenere alto il prestigio della famiglia. Nel 1512 muore la moglie e l'artista si reca per qualche anno ad Orzinuovi dove entra in contatto con le opere di Vincenzo Foppa, pittore che segna, nello Zamara, il definitivo abbandono dei canoni tardo-gotici e l'elaborazione di uno stile personale in linea con il gusto del Rinascimento bresciano.
Riconducibili al primo periodo sono una deposizione per la comunità di Canneto, il Sant'Antonio abate di Mariana, la Madonna col Bambino di Coniolo, i Santi Rocco e Antonio, facenti parti di un polittico sempre della medesima parrocchiale, e il completamento di un'ancona, iniziata dal fratello presso Casalmoro. Dopo il soggiorno ad Orzinuovi inizia la collaborazione al cantiere della chiesa di Sant'Andrea ad Asola per la realizzazione della cantoria dell'organo. Durante i lavori ha anche modo di conoscere il Romanino, che nello stesso periodo dipingeva quattro tele per le ante. Nel contempo realizza tre Madonne col Bambino a Canneto sull'Oglio, a Gottolengo e a Bovezzo, una Deposizione a Bagnolo Mella, un San Rocco e un crocifisso per il comune di Orzinuovi, un'altra croce a Orzivecchi, una a Padernello e un Sant'Onofrio a Bovezzo. I lavori dello Zamara per la chiesa di Asola terminano nel 1525 con l'ultimazione della soasa per un altare laterale.
Nel 1527 assume l'incarico di realizzare una pala per la chiesa parrocchiale di Sarezzo, opera che lo impegna per oltre nove anni e vede la collaborazione del nipote dell'artista, Clemente Tortelli. Nel medesimo anno risulta già sposato in seconde nozze con una donna di Orzinuovi e lavora all'altare della parrocchiale di Gardone Val Trompia, ove risiede con la moglie. Negli anni successivi è nuovamente occupato presso la chiesa asolana di Sant'Andrea, a Pisogne e a Castel Goffredo per la realizzazione di tre gruppi statuari di cui rimangono solamente le Madonne e alcune statue di santi. Si trasferisce quindi a Canneto sull'Oglio, ma nel 1535 è ancora ad Asola, dove completa il parapetto dell'organo e gli viene commissionato il pulpito, terminando i lavori nel 1537, anno in cui il Romanino ne esegue la doratura. Gli ultimi suoi lavori sono un Cristo flagellato a Calvisano e un crocifisso a Chiari. L'artista muore presumibilmente a Canneto sull'Oglio attorno al 1540.
Oltre ad esercitare il mestiere d'avvocato e dedicarsi all'intaglio, Clemente Zamara fu anche scrittore di liriche, laude in particolare, metro in linea col gusto cinquecentesco dei disciplini cui lo Zamara aderiva.

## Opere
- Stalli del coro, chiesa di San Giuseppe, Brescia
- Crocifisso, chiesa di San Giuseppe, Brescia
- Altare maggiore, chiesa di Santa Maria della Stella, Bagnolo Mella
- Deposizione, Canneto sull'Oglio
- Sant'Antonio abate, Mariana Mantovana
- polittico, chiesa parrocchiale, Coniolo
- Crocifisso, chiesa di San Domenico, Scorsarolo
- ancona, chiesa dei disciplini, Casalmoro
- Madonna con Bambino, Canneto sull'Oglio
- San Rocco, Orzinuovi
- Crocifisso, Orzivecchi
- Crocifisso, chiesa di San Bernardino, Chiari
- Madonna con Bambino, chiesa di San Girolamo, Gottolengo
- Pozzolo dell'organo e motivi decorativi della cantoria, chiesa di Sant'Andrea, Asola
- Soasa per la pala d'altare di San Giuseppe, chiesa di Sant'Andrea, Asola
- Pulpito e parapetto dell'organo, chiesa di Sant'Andrea, Asola
- Statue di Disciplini, chiesa dei disciplini, Asola
- Madonna della misericordia, chiesa di Sant'Andrea, Asola
- Cristo morto, Museo parrocchiale G.B. Tosio, Asola[9]
- Madonna con Bambino, chiesa parrocchiale, Bovezzo
- Sant'Onofrio in preghiera, Bovezzo
- Sant'Antonio abate, Pontoglio
- San Rocco, Azzano Mella
- Crocifisso, Niardo
- Madonna, Gardone Val Trompia
- Sant'Emiliano, Sarezzo
- Altare della Concezione, Chiesa parrocchiale, Sarezzo
- Polittico, Gardone Val Trompia
- Polittico, Pisogne
- Statua lignea policroma della Madonna, Castel Goffredo[10]
- Cristo Morto, chiesa parrocchiale, Bagnolo Mella
- Cristo flagellato, Calvisano
- Busti del Salvatore e dell'Addolorata, convento, Trenzano
- Crocifisso, chiesa parrocchiale, Chiari
- San Rocco, Orzinuovi
- Polittico, chiesa parrocchiale, Ponte di Legno (presumibile)
- San Francesco di Paola e San Gottardo, chiesa parrocchiale, Casaloldo (presumibile)
- Stalli del coro, chiesa di Santa Maria Assunta in Valvendra di Lovere;